# Peugeot Typ 48

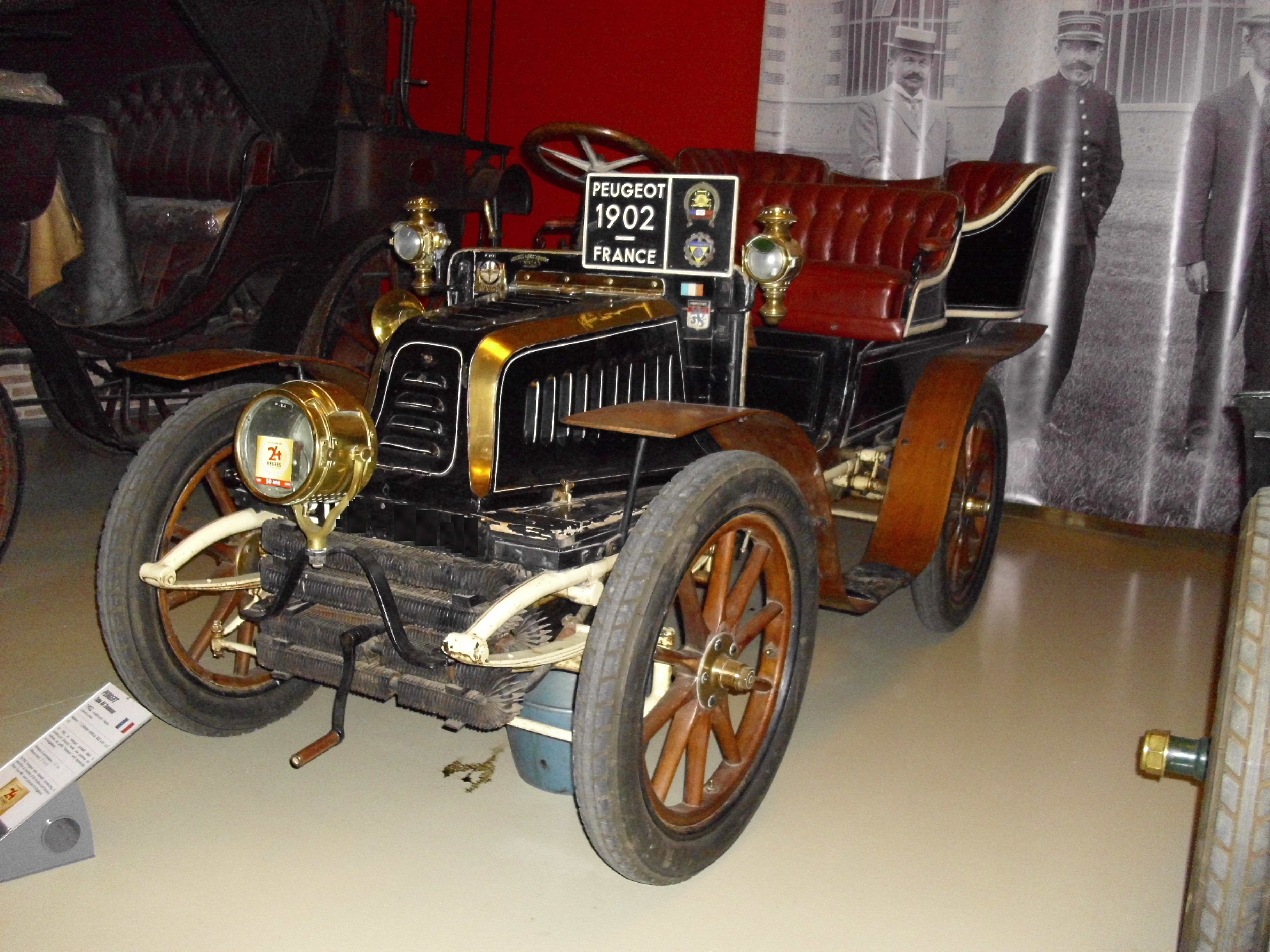
Peugeot Typ 48 von 1902

Der Peugeot Typ 48 ist ein frühes Automodell des französischen Automobilherstellers Peugeot, von dem 1902 im Werk Audincourt 131 Exemplare produziert wurden.
Die Fahrzeuge besaßen einen Einzylinder-Viertaktmotor, der vorne angeordnet war und über Kardan die Hinterräder antrieb. Der Motor leistete aus 833 cm³ Hubraum 6,5 PS.
Bei einem Radstand von 170 cm und einer Spurbreite von 110 cm betrug die Fahrzeuglänge 290 cm, die Fahrzeugbreite 125 cm und die Fahrzeughöhe 148 cm. Die Karosserieform Tonneau bot Platz für vier Personen.